# Taharoa
Le village de Tahāroa (maori de Nouvelle-Zélande : Tahaaroa or Tahāroa) est une petite localité située sur la côte ouest de l'Île du Nord de la Nouvelle-Zélande.

## Situation
Elle est localisée au sud-ouest du mouillage de Kawhia Harbour (en) et domine le lac Taharoa (en).

## Histoire et culture

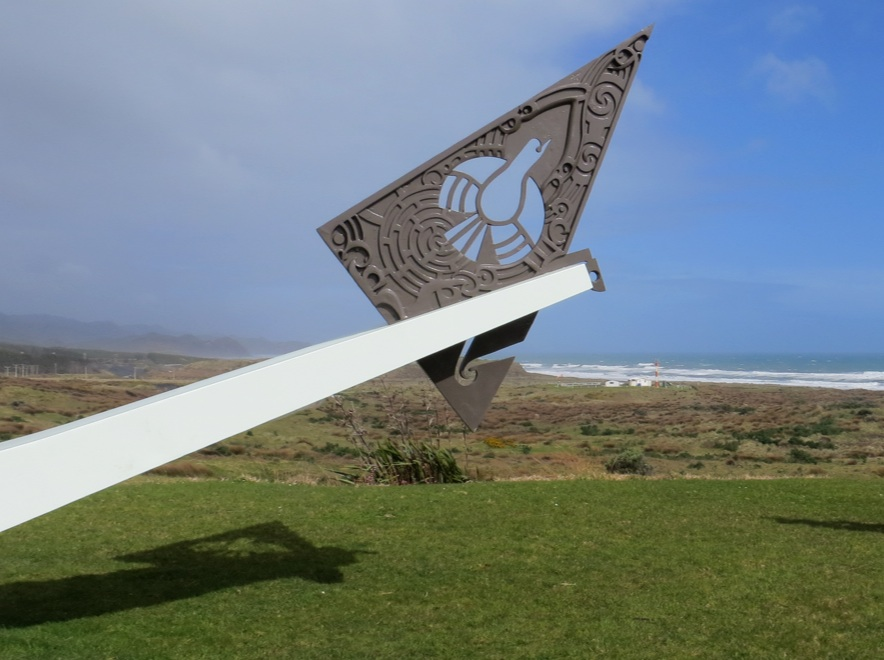
La plaque au-dessous du symbole dit « selon Le Premier Ministre, la Rt 'Hon. N E Kirk », est le symbole de la coopération entre la New Zealand Steel Limited et le peuple Maori de Taharoa pour marquer l’ouverture officielle des opérations concernant le sable métallifère de Taharoa le 24 novembre 1973.

Taharoa fut temporairement le domicile du grand chef Te Rauparaha, mais utilisé principalement comme terrain de bataille sur les vastes extensions des dunes de sable, comme mis en évidence par de nombreuses découvertes au fil des ans.
Vers 1822, Te Rauparaha fut chassé de ses terres par des tribus plus fortes venant du nord.
Te Rauparaha commença alors un mouvement de retraite ou une migration plus ou moins volontaire en direction du sud, qui fit qu’à la fin, il ne contrôlait plus qu’une petite partie de l’Île du Nord et en particulier l’Île de Kapiti, qui devint le bastion tribal.

## Installations
Taharoa a deux marae :
- Āruka Marae et sa maison de rencontre nommée Tahaaroa ;
- le marae de Te Kōraha Marae et sa maison de rencontre nommée Te Ōhākī[1].

Les deux maraes sont affiliés avec l‘hapū des Maniapoto (en) de Hikairo et l‘hapū Waikato Tainui des Ngāti Mahuta (en) et Ngāti Te Weehi (en).

## Exploitation minière des sables ferrugineux
La principale activité industrielle locale est l’extraction de sable ferrugineux menée par la société New Zealand Steel (en), qui a commencé en 1972 avec l’exportation d’environ 1,4 Mt (short ton) par an, principalement vers le Japon, avec des petites quantités vers la Corée du Sud et la Chine.
Une étude de 1993 estime les réserves à 205 Mt de sable à haute concentration en fer et 360 Mt de sable à basse concentration.
Un investissement de 80 millions de dollars en 2014 a permis de stimuler le potentiel des exportations atteignant les 4 Mt par an.
En 2000, les activités de mine se sont déplacées deux kilomètres vers le nord après l’épuisement de la zone sud.
La chaussée utilisée pour le déplacement est maintenant une piste d’envol d’aviation.
Le sable du lac est dragué par une machine de 250 tonnes (drague à succion), une machine flottante de 450 tonnes type tamis rotatif Trommel retire ainsi les particules de taille supérieures à 2,5 mm, un appareil de 1 000 tonnes Froth flotation ou floating concentrateur par flottaison, qui retire ainsi les matériaux les plus légers qui sont séparés des sables qui eux-mêmes font ensuite l'objet d'une séparation magnétique.
Ainsi 1 375 tonnes par heure de sable sont canalisées sur une distance de 2,5 km vers le large au niveau d’une bouée off shore de chargement pour les bateaux (en), qui fut étendue de 500 m supplémentaires en 2012et remplacée en 2017. Elle est large de 17 m et pèse 250 tonnes.
La bouée précédente était large de 11 m et pesait seulement 185 tonnes.
Les trois vraquiers utilisés pour le transport du sable sont nommés 'Taharoa Destiny', 'Taharoa Providence' et 'Taharoa Eos', nécessitent un pilote pour s’amarrer à la bouée, et aussi un bateau de soutien pour déplacer les cordages et le tuyau d'alimentation.
La mine emploie environ 150 ouvriers bien que seulement 108 ouvriers étaient enregistrés comme travaillant dans l'ensemble du secteur de Taharoa lors du recensement de 2013.
Pour loger ses ouvriers, la société NZ Steel a construit 65 maisons, un hall, Kōhanga reo, une école, des magasins et une installation de pompiers et des ambulances dans le village.

## Démographie
Les chiffres des recensements de l'unité statistique (en) de Taharoa sont présentés dans le tableau ci-dessous
Les Māori représentent jusqu'à 87,9 % de la population.
| Année | Population | Foyers | Revenus moyens | Moyenne nationale |
| ----- | ---------- | ------ | -------------- | ----------------- |
| 2001  | 246        | 78     | 12 500 $       | 18 500 $          |
| 2006  | 219        | 72     | 23 000 $       | 24 100 $          |
| 2013  | 231        | 84     | 28 800 $       | 27 900 $          |

### Photos
- (en) Taharoa Express at mooring buoy
- (en) Ironsand mine
- (en) « 1938 aerial views of lake and village »(Archive.org • Wikiwix • Archive.is • Google • Que faire ?)
- (en) « aerial views 1944-1983 »(Archive.org • Wikiwix • Archive.is • Google • Que faire ?)
- (en) « 1906 children »(Archive.org • Wikiwix • Archive.is • Google • Que faire ?)

- New Zealand Gazetteer